# 함경남도지사
함경남도지사(咸鏡南道知事)는 이북5도 가운데 하나인 함경남도의 행정사무를 관장하는 단체장이자 차관급 고위공무원이다. 이북5도는 대한민국의 실효 지배 구역이 아니기 때문에 다른 광역자치단체장과 달리 대한민국 국민의 직접 선거로 선출되지 않으며, 대통령이 임명 권한을 갖는다. 행정자치부 산하 이북5도위원회가 해당 사무를 관할한다.

## 역대 도지사

### 일제강점기
| 호적   | 이름              | 한자 표기   | 재임 기간                           | 비고                              |
| ------ | ----------------- | ----------- | ----------------------------------- | --------------------------------- |
| 조선인 | 신응희            | 申應熙      | 1910년 10월 1일 - 1918년 9월 23일   | 함경남도 장관                     |
| 조선인 | 이규완            | 李圭完      | 1918년 9월 23일 - 1924년 12월 1일   | 장관, 1919년 8월부터 함경남도지사 |
| 조선인 | 김관현            | 金寛鉉      | 1924년 12월 1일 - 1926년 8월 14일   |                                   |
| 내지인 | 나카노 다사부로   | 中野 太三郎 | 1926년 8월 14일 - 1929년 1월 21일   |                                   |
| 내지인 | 마노 세이이치     | 馬野 精一   | 1929년 1월 21일 - 1929년 12월 11일  |                                   |
| 내지인 | 마쓰이 후사지로   | 松井 房治郎 | 1929년 12월 11일 - 1930년 11월 12일 |                                   |
| 내지인 | 세키미즈 다케시   | 関水 武     | 1930년 11월 12일 - 1933년 8월 4일   |                                   |
| 내지인 | 하기와라 히코조   | 萩原 彦三   | 1933년 8월 4일 - 1935년 2월 4일     |                                   |
| 내지인 | 유노무라 다쓰지로 | 湯村 辰二郎 | 1935년 2월 4일 - 1936년 10월 16일   |                                   |
| 내지인 | 사사가와 교자부로 | 笹川 恭三郎 | 1936년 10월 16일 - 1940년 9월 2일   |                                   |
| 내지인 | 신가이 하지메     | 新貝 肇     | 1940년 9월 2일 - 1941년 5월 31일    |                                   |
| 내지인 | 단게 이쿠타로     | 丹下 郁太郎 | 1941년 5월 31일 - 1942년 4월 7일    |                                   |
| 내지인 | 세토 미치카즈     | 瀬戸 道一   | 1942년 4월 7일 - 1943년 12월 1일    |                                   |
| 내지인 | 야규 시게오       | 柳生 繁雄   | 1943년 12월 1일 - 1945년 2월 14일   |                                   |
| 내지인 | 기시 유이치       | 岸 勇一     | 1945년 2월 14일 - 1945년 8월 15일   | 광복                              |

### 광복 이후 (대한민국 정부)
| 대수 | 이름   | 임기 시작        | 임기 종료        | 비고 |
| ---- | ------ | ---------------- | ---------------- | --- |
| 1    | 강기덕 | 1949년 2월 15일  | 1951년 1월 일    | 1951년 한국전쟁 때 납북 |
| ?    | 전호엽 | 1951년 6월 17일  | 19??년 월 일     | 현직 중앙도민회장으로 납북된 강기덕 지사의 후임으로 임명됨, 이북5도위원회에서는 기사까지 있음에도 불구하고, 기재하지 않고 있음 |
| 2    | 이윤식 | 1959년 11월 24일 | 1961년 10월 일   | |
| 3    | 한보용 | 1962년 4월 30일  | 1965년 4월 일    | |
| 4    | 서남용 | 1965년 8월 10일  | 1967년 1월 7일   | |
| 5    | 이신득 | 1967년 4월 1일   | 1979년 4월 일    | |
| 6    | 이상선 | 1979년 4월       | 1981년 3월 일    | |
| 7    | 이재석 | 1981년 4월 9일   | 1988년 6월 일    | |
| 8    | 고황   | 1988년 7월 1일   | 1990년 4월 일    | 제6대 함경북도지사, 관선 경기도 송탄시장                                                                                       |
| 9    | 김태서 | 1990년 4월 10일  | 1993년 3월 일    | |
| 10   | 전창선 | 1993년 3월 22일  | 1995년 9월 일    | |
| 11   | 전용진 | 1995년 9월 19일  | 1997년 9월 19일  | 일신상의 이유로 사직 후 사표수리됨                                                                                             |
| 12   | 류준형 | 1997년 9월 26일  | 1999년 7월 일    | |
| 13   | 유재만 | 1999년 7월 12일  | 2003년 5월 일    | |
| 14   | 김기형 | 2003년 5월 1일   | 2006년 6월 21일  | |
| 15   | 김 청  | 2006년 6월 23일  | 2008년 7월 일    | |
| 16   | 한원택 | 2008년 7월 7일   | 2011년 12월 5일  | |
| 17   | 황덕호 | 2011년 12월 13일 | 2014년 11월 30일 | |
| 18   | 김덕순 | 2014년 12월 10일 | 2018년 2월 일    | |
| 19   | 한정길 | 2018년 2월 26일  | 2021년 4월 일    | |
| 20   | 이진규 | 2021년 4월 17일  | 2023년 8월 30일  | |
| 21   | 손양영 | 2023년 8월 31일  | -                | 현직 |